# Sonora (Teksas)
Sonora je grad u američkoj saveznoj državi Teksas. Prema popisu stanovništva iz 2010. u njemu je živjelo 3.027 stanovnika.